# Walter Martens (Parteifunktionär)
Friedrich Wilhelm Walter Martens (* 20. November 1905 in Demmin, Pommern; † nach 1941) war ein deutscher politischer Funktionär (NSDAP).

## Leben und Tätigkeit
Martens war ein Sohn des Eisenbahnbeamten Friedrich Martens und seiner Ehefrau Minna, geb. Hübner. Nach dem Besuch der achtjährigen Volksschule absolvierte Martens eine dreijährige Lehre im Getreidegroßhandel. Begleitend hierzu wurde er an der Handelsschule ausgebildet. Dem Reichstagshandbuch zufolge übte er den Beruf des Getreidekaufmanns später auch aus.
Zum 1. April 1928 trat Martens in die NSDAP (Mitgliedsnummer 84.924) sowie in die SA ein. In der letzteren gehörte er zunächst dem Sturm 1 in Perow an. 
In der Partei machte Martens seit 1928 Karriere: Er begann als Stützpunktleiter der NSDAP (1. Juni 1928 bis 31. Oktober 1928), war dann Ortsgruppenleiter (1. November 1928 bis 24. September 1929) und Ortsgruppen-Amtsleiter (1. Oktober 1920 bis 1. April 1930 und erneut 1. März 1934 bis 6. Februar 1935), wurde Kreisamtsleiter (5. April 1930 bis 30. Januar 1933) und schließlich Kreisabteilungsleiter (2. Mai 1933 bis 1. Mai 1934). Am 6. Februar 1935 wurde Martens zum Kreisleiter ernannt.
In der SA, in die er 1937 zum zweiten Mal eintrat, wurde Martens nacheinander zum Truppführer (20. April 1937), Obertruppführer (1. Mai 1937), Sturmführer (9. November 1937), Sturmbannführer (30. Januar 1938), Obersturmbannführer (30. Januar 1941) und Standartenführer ernannt.
Während des Zweiten Weltkriegs amtierte Martens als Kreisleiter des Kreises Rügen der NSDAP mit Dienstsitz in Bergen. Einer seiner Amtsvorgänger war Gottfried von Bismarck-Schönhausen.

## Ehe und Familie
Martens war verheiratet mit Lieselotte Grabow (* 1. Februar 1914 in Wolgast).